# Episodi di 21 Jump Street (prima stagione)
La prima stagione della serie televisiva 21 Jump Street è stata trasmessa in anteprima negli Stati Uniti d'America dalla Fox dal 12 aprile 1987 al 28 giugno 1987.
In Italia viene trasmessa su Italia 1 dal 5 ottobre 1990.
| nº | Titolo originale                           | Titolo italiano                 | Prima TV USA   | Prima TV Italia  |
| -- | ------------------------------------------ | ------------------------------- | -------------- | ---------------- |
| 1  | Pilot (Part 1)                             | Poliziotto inesperto            | 12 aprile 1987 | 5 ottobre 1990   |
| 2  | Pilot (Part 1)                             | Poliziotto inesperto            | 12 aprile 1987 | 5 ottobre 1990   |
| 3  | America, What a Town                       | Com'è bella l'America           | 19 aprile 1987 | 12 ottobre 1990  |
| 4  | Don't Pet the Teacher                      | Una rosa per l'insegnante       | 26 aprile 1987 | 19 ottobre 1990  |
| 5  | My Future's So Bright, I Gotta Wear Shades |                                 | 3 maggio 1987  |                  |
| 6  | The Worst Night of Your Life               | La peggior notte della mia vita | 10 maggio 1987 | 2 novembre 1990  |
| 7  | Gotta Finish the Riff                      | Una scuola difficile            | 17 maggio 1987 | 9 novembre 1990  |
| 8  | Bad Influence                              | Cattive compagnie               | 24 maggio 1987 | 16 novembre 1990 |
| 9  | Blindsided                                 |                                 | 31 maggio 1987 |                  |
| 10 | Next Generation                            |                                 | 7 giugno 1987  |                  |
| 11 | Low and Away                               |                                 | 14 giugno 1987 |                  |
| 12 | 16 Blown to 35                             |                                 | 21 giugno 1987 |                  |
| 13 | Mean Streets and Pastel Houses             |                                 | 28 giugno 1987 |                  |